# Terebra fernandesi
Terebra fernandesi é uma espécie de gastrópode do gênero Terebra, pertencente a família Terebridae.